# Treći čovjek
Treći čovjek (eng. The Third Man) britanski je film iz 1949. koji je distribuirao British Lion Films. Redatelj i potpisani producent je bio Carol Reed. Film se temelji na romanu Treći čovjek  kojeg je napisao Graham Greene koji je također napisao i scenarij. Glavne uloge su glumili Joseph Cotten, Alida Valli, Orson Welles i Trevor Howard, a sporedne Bernard Lee, Wilfrid Hyde-White, Erich Ponto, Ernst Deutsch i Siegfried Breuer.

## Vanjske poveznice
- Treći čovjek u internetskoj bazi filmova IMDb-a
- Treći čovjek na Rotten Tomatoesu